# Großer Preis von Brasilien 1976
Der Große Preis von Brasilien 1976 (offiziell V Grande Prêmio do Brasil) fand am 25. Januar auf dem Autódromo José Carlos Pace in São Paulo statt und war das erste Rennen der Automobil-Weltmeisterschaft 1976.

## Berichte

### Hintergrund
Ende November 1975 hatte sich ein Flugzeugabsturz ereignet, bei dem neben Graham Hill unter anderem auch Tony Brise, der Stammfahrer des von Hill geleiteten Teams, ums Leben gekommen war. Dies bedeutete auch das Ende des Teams Embassy Hill.
Eine der größten Überraschungen im Vorfeld der Saison 1976 war die Ankündigung des zweimaligen Weltmeisters Emerson Fittipaldi, seinen Vertrag mit dem etablierten Team McLaren nicht zu verlängern und stattdessen in das bislang wenig erfolgreiche Copersucar-Team seines Bruders Wilson Fittipaldi einzusteigen. Den dadurch freigewordenen Platz im Spitzenteam McLaren besetzte Teamchef Teddy Mayer daraufhin mit James Hunt, der aufgrund des aus finanziellen Gründen stark reduzierten Engagements des Hesketh-Teams auf der Suche nach einem neuen Vertrag als Stammfahrer war und somit nun Teamkollege von Jochen Mass wurde.
In finanziellen Schwierigkeiten befand sich vor Saisonbeginn auch das Team Shadow, da sich dessen Hauptsponsor zurückgezogen hatte. Frank Williams fand hingegen nach mehreren Jahren der Unterfinanzierung in Walter Wolf einen zuverlässigen Geldgeber für sein Team. Jacky Ickx wurde daraufhin als Stammfahrer unter Vertrag genommen. Der Stammfahrer des Vorjahres, Jacques Laffite, unterschrieb unterdessen beim Team Ligier, welches sein Landsmann Guy Ligier ins Leben gerufen hatte.
Das Team Lotus startete mit Ronnie Peterson und Mario Andretti in die neue Saison. Große Hoffnungen ruhten auf dem neuen Wagen des Typs 77, der nun endgültig den inzwischen völlig veralteten Typ 72 ablöste.
Die Teams Ferrari und Tyrrell behielten ihre jeweiligen Fahrerpaarungen des Vorjahres bei und verzichteten zu Saisonbeginn auf den Einsatz eines neuen Wagens. Bei Brabham hingegen hatte man mit dem BT45 einen komplett neues Fahrzeug entwickelt und zudem entschieden, mit 12-Zylinder-Motoren von Alfa Romeo anzutreten. Chefentwickler Gordon Murray hoffte, durch die flache Form des Motors ähnliche aerodynamische Vorteile erzielen zu können, wie sie dem Ferrari 312T zugeschrieben wurden, der in der vorangegangenen Saison das beste Auto im Feld gewesen war. Die Fahrerbesetzung des Vorjahres wurde auch bei Brabham zunächst beibehalten, ebenso wie bei March, Shadow und Penske.
Ian Ashley ging für das B.R.M.-Werksteam an den Start und als einziger Neuling wurde zur Saisoneröffnung der einheimische Ingo Hoffmann als zweiter Fahrer des Copersucar-Teams engagiert.

### Training
Die Abstände zwischen den Rundenzeiten der 22 Teilnehmer des Trainings waren größtenteils gering, sodass sich der Kampf um die Pole-Position spannend gestaltete. Am Ende sicherte sich erstmals James Hunt den besten Startplatz, indem er Niki Laudas Rundenbestzeit um lediglich zwei Hundertstelsekunden unterbot. Die zweite Reihe bildeten Jean-Pierre Jarier und Clay Regazzoni vor Emerson Fittipaldi, der mit dem eigentlich unterlegenen Copersucar eine sehr gute Trainingsleistung zeigte. Neben ihm qualifizierte sich Jochen Mass für die dritte Reihe vor Vittorio Brambilla, John Watson, Patrick Depailler und Carlos Pace.
Vielversprechend verlief auch das Trainingsdebüt des Ligier JS5, mit dem sich Jacques Laffite den elften Startplatz sicherte, während die beiden Lotus-Piloten mit den Plätzen 16 und 18 deutlich hinter den Erwartungen zurückblieben.

### Rennen
Der durch eine Ampelanlage anstelle der bis dato meist üblichen Flagge freigegebene Start gelang Regazzoni am besten. Er übernahm die Führung vor Lauda, Hunt, Brambilla, Jarier, Mass, Watson und dem schlecht gestarteten Fittipaldi.
Im Verlauf der ersten Runden verloren Mass, Watson und Fittipaldi den Anschluss an die Spitzengruppe, während Pryce den sechsten Rang einnahm und somit gemeinsam mit Jarier, der Brambilla überholte, die ungebrochene Konkurrenzfähigkeit des Vorjahres-Shadow unter Beweis stellte.
In der neunten Runde übernahm Lauda die Spitzenposition vor Regazzoni. Hunt und Jarier überholten den Schweizer ebenfalls. Im Zuge dessen kam es zu leichten Berührungen der Fahrzeuge, die für Regazzoni einen Reparaturstopp erforderlich machten. Als Brambilla wegen eines Problems mit dem Öldruck ausfiel, gelangte Hans-Joachim Stuck auf den sechsten Rang und somit in die Punkteränge.
In den folgenden zwölf Runden blieb die Reihenfolge konstant, obwohl Jarier hartnäckig versuchte, Hunt zu überholen. Dieser fiel schließlich aufgrund von technischen Problemen zurück und schied nach 33. Runden aus. Im folgenden Umlauf geriet Jarier auf Öl, welches Hunts Wagen verloren hatte und drehte sich ins Aus. Beinahe wäre seinem Teamkollegen Pryce Selbiges widerfahren, dieser konnte sich jedoch auf der Strecke halten und verlor lediglich den zweiten Platz an Depailler. Stuck wurde letztendlich Vierter vor Jody Scheckter und Mass, der aufgrund einer schlechten Anfangsphase in der dritten Runde auf dem 19. Rang gelegen hatte.

## Meldeliste
| Team                       | Nr. | Fahrer             | Chassis         | Motor                     | Reifen |
| -------------------------- | --- | ------------------ | --------------- | ------------------------- | ------ |
| Scuderia Ferrari SpA SEFAC | 01  | Niki Lauda         | Ferrari 312T    | Ferrari 015 3.0 F12       | G      |
| Scuderia Ferrari SpA SEFAC | 02  | Clay Regazzoni     | Ferrari 312T    | Ferrari 015 3.0 F12       | G      |
| Elf Team Tyrrell           | 03  | Jody Scheckter     | Tyrrell 007     | Ford Cosworth DFV 3.0 V8  | G      |
| Elf Team Tyrrell           | 04  | Patrick Depailler  | Tyrrell 007     | Ford Cosworth DFV 3.0 V8  | G      |
| John Player Team Lotus     | 05  | Ronnie Peterson    | Lotus 77        | Ford Cosworth DFV 3.0 V8  | G      |
| John Player Team Lotus     | 06  | Mario Andretti     | Lotus 77        | Ford Cosworth DFV 3.0 V8  | G      |
| Martini Racing             | 07  | Carlos Reutemann   | Brabham BT45    | Alfa Romeo 115-12 3.0 F12 | G      |
| Martini Racing             | 08  | Carlos Pace        | Brabham BT45    | Alfa Romeo 115-12 3.0 F12 | G      |
| Beta Team March            | 09  | Vittorio Brambilla | March 761       | Ford Cosworth DFV 3.0 V8  | G      |
| Lavazza March              | 10  | Lella Lombardi     | March 761       | Ford Cosworth DFV 3.0 V8  | G      |
| March Engineering          | 34  | Hans-Joachim Stuck | March 761       | Ford Cosworth DFV 3.0 V8  | G      |
| Marlboro Team McLaren      | 11  | James Hunt         | McLaren M23     | Ford Cosworth DFV 3.0 V8  | G      |
| Marlboro Team McLaren      | 12  | Jochen Mass        | McLaren M23     | Ford Cosworth DFV 3.0 V8  | G      |
| Stanley B.R.M.             | 14  | Ian Ashley         | BRM P201B       | BRM P200 3.0 V12          | G      |
| Shadow Racing Team         | 16  | Tom Pryce          | Shadow DN5B     | Ford Cosworth DFV 3.0 V8  | G      |
| Shadow Racing Team         | 17  | Jean-Pierre Jarier | Shadow DN5B     | Ford Cosworth DFV 3.0 V8  | G      |
| Frank Williams Racing Cars | 20  | Jacky Ickx         | Williams FW05   | Ford Cosworth DFV 3.0 V8  | G      |
| Frank Williams Racing Cars | 21  | Renzo Zorzi        | Williams FW04   | Ford Cosworth DFV 3.0 V8  | G      |
| Ligier Gitanes             | 26  | Jacques Laffite    | Ligier JS5      | Matra MS73 3.0 V12        | G      |
| Citibank Team Penske       | 28  | John Watson        | Penske PC3      | Ford Cosworth DFV 3.0 V8  | G      |
| Copersucar-Fittipaldi      | 30  | Emerson Fittipaldi | Copersucar FD04 | Ford Cosworth DFV 3.0 V8  | G      |
| Copersucar-Fittipaldi      | 31  | Ingo Hoffmann      | Copersucar FD03 | Ford Cosworth DFV 3.0 V8  | G      |

## Klassifikationen

### Startaufstellung
| Pos. | Fahrer             | Konstrukteur       | Zeit    | Ø-Geschwindigkeit | Start |
| ---- | ------------------ | ------------------ | ------- | ----------------- | ----- |
| 01   | James Hunt         | McLaren-Ford       | 2:32,50 | 187,908 km/h      | 01    |
| 02   | Niki Lauda         | Ferrari            | 2:32,52 | 187,884 km/h      | 02    |
| 03   | Jean-Pierre Jarier | Shadow-Ford        | 2:32,66 | 187,711 km/h      | 03    |
| 04   | Clay Regazzoni     | Ferrari            | 2:33,17 | 187,086 km/h      | 04    |
| 05   | Emerson Fittipaldi | Copersucar-Ford    | 2:33,33 | 186,891 km/h      | 05    |
| 06   | Jochen Mass        | McLaren-Ford       | 2:33,59 | 186,575 km/h      | 06    |
| 07   | Vittorio Brambilla | March-Ford         | 2:33,63 | 186,526 km/h      | 07    |
| 08   | John Watson        | Penske-Ford        | 2:33,87 | 186,235 km/h      | 08    |
| 09   | Patrick Depailler  | Tyrrell-Ford       | 2:34,49 | 185,488 km/h      | 09    |
| 10   | Carlos Pace        | Brabham-Alfa Romeo | 2:34,54 | 185,428 km/h      | 10    |
| 11   | Jacques Laffite    | Ligier-Matra       | 2:34,67 | 185,272 km/h      | 11    |
| 12   | Tom Pryce          | Shadow-Ford        | 2:34,84 | 185,068 km/h      | 12    |
| 13   | Jody Scheckter     | Tyrrell-Ford       | 2:35,02 | 184,854 km/h      | 13    |
| 14   | Hans-Joachim Stuck | March-Ford         | 2:35,38 | 184,425 km/h      | 14    |
| 15   | Carlos Reutemann   | Brabham-Alfa Romeo | 2:35,97 | 183,728 km/h      | 15    |
| 16   | Mario Andretti     | Lotus-Ford         | 2:36,01 | 183,681 km/h      | 16    |
| 17   | Renzo Zorzi        | Williams-Ford      | 2:37,07 | 182,441 km/h      | 17    |
| 18   | Ronnie Peterson    | Lotus-Ford         | 2:37,19 | 182,302 km/h      | 18    |
| 19   | Jacky Ickx         | Williams-Ford      | 2:37,62 | 181,804 km/h      | 19    |
| 20   | Ingo Hoffmann      | Copersucar-Ford    | 2:40,25 | 178,821 km/h      | 20    |
| 21   | Ian Ashley         | B.R.M.             | 2:40,94 | 178,054 km/h      | 21    |
| 22   | Lella Lombardi     | March-Ford         | 2:40,95 | 178,043 km/h      | 22    |

### Rennen
| Pos. | Fahrer             | Konstrukteur       | Runden | Stopps | Zeit       | Start | Schnellste Runde |
| ---- | ------------------ | ------------------ | ------ | ------ | ---------- | ----- | ---------------- |
| 01   | Niki Lauda         | Ferrari            | 40     | 0      | 1:45:16,78 | 02    |                  |
| 02   | Patrick Depailler  | Tyrrell-Ford       | 40     | 0      | + 21,47    | 09    |                  |
| 03   | Tom Pryce          | Shadow-Ford        | 40     | 0      | + 23,84    | 12    |                  |
| 04   | Hans-Joachim Stuck | March-Ford         | 40     | 0      | + 1:28,17  | 14    |                  |
| 05   | Jody Scheckter     | Tyrrell-Ford       | 40     | 0      | + 1:56,46  | 13    |                  |
| 06   | Jochen Mass        | McLaren-Ford       | 40     | 1      | + 1:58,27  | 06    |                  |
| 07   | Clay Regazzoni     | Ferrari            | 40     | 1      | + 2:15,24  | 04    |                  |
| 08   | Jacky Ickx         | Williams-Ford      | 39     | 0      | + 1 Runde  | 19    |                  |
| 09   | Renzo Zorzi        | Williams-Ford      | 39     | 0      | + 1 Runde  | 17    |                  |
| 10   | Carlos Pace        | Brabham-Alfa Romeo | 39     | 0      | + 1 Runde  | 10    |                  |
| 11   | Ingo Hoffmann      | Copersucar-Ford    | 39     | 0      | + 1 Runde  | 20    |                  |
| 12   | Carlos Reutemann   | Brabham-Alfa Romeo | 37     | 0      | DNF        | 15    |                  |
| 13   | Emerson Fittipaldi | Copersucar-Ford    | 37     | 0      | + 3 Runden | 05    |                  |
| 14   | Lella Lombardi     | March-Ford         | 36     | 1      | + 4 Runden | 22    |                  |
| –    | Jean-Pierre Jarier | Shadow-Ford        | 33     | 0      | DNF        | 03    | 2:35,07 (31.)    |
| –    | James Hunt         | McLaren-Ford       | 32     | 0      | DNF        | 01    |                  |
| –    | Vittorio Brambilla | March-Ford         | 15     | 1      | DNF        | 07    |                  |
| –    | Jacques Laffite    | Ligier-Matra       | 14     | 0      | DNF        | 11    |                  |
| –    | Ronnie Peterson    | Lotus-Ford         | 10     | 0      | DNF        | 18    |                  |
| –    | Mario Andretti     | Lotus-Ford         | 6      | 0      | DNF        | 16    |                  |
| –    | John Watson        | Penske-Ford        | 2      | 0      | DNF        | 08    |                  |
| –    | Ian Ashley         | B.R.M.             | 2      | 0      | DNF        | 21    |                  |

## WM-Stände nach dem Rennen
Die ersten sechs des Rennens bekamen 9, 6, 4, 3, 2 bzw. 1 Punkt(e). Es zählten nur die besten sieben Ergebnisse aus den ersten acht Rennen und die besten sieben Ergebnisse aus den letzten acht Rennen. In der Konstrukteurswertung zählte nur das Ergebnis des bestplatzierten Fahrers eines Teams.

### Fahrerwertung
| Pos. | Fahrer             | Konstrukteur       | Punkte |
| ---- | ------------------ | ------------------ | ------ |
| 01   | Niki Lauda         | Ferrari            | 9      |
| 02   | Patrick Depailler  | Tyrrell-Ford       | 6      |
| 03   | Tom Pryce          | Shadow-Ford        | 4      |
| 04   | Hans-Joachim Stuck | March-Ford         | 3      |
| 05   | Jody Scheckter     | Tyrrell-Ford       | 2      |
| 06   | Jochen Mass        | McLaren-Ford       | 1      |
| 07   | Clay Regazzoni     | Ferrari            | 0      |
| 08   | Jacky Ickx         | Williams-Ford      | 0      |
| 09   | Renzo Zorzi        | Williams-Ford      | 0      |
| 10   | Carlos Pace        | Brabham-Alfa Romeo | 0      |
| 11   | Ingo Hoffmann      | Copersucar-Ford    | 0      |

| Pos. | Fahrer             | Konstrukteur       | Punkte |
| ---- | ------------------ | ------------------ | ------ |
| 12   | Carlos Reutemann   | Brabham-Alfa Romeo | 0      |
| 13   | Emerson Fittipaldi | Copersucar-Ford    | 0      |
| 14   | Lella Lombardi     | March-Ford         | 0      |
| –    | Jean-Pierre Jarier | Shadow-Ford        | 0      |
| –    | James Hunt         | McLaren-Ford       | 0      |
| –    | Vittorio Brambilla | March-Ford         | 0      |
| –    | Jacques Laffite    | Ligier-Matra       | 0      |
| –    | Ronnie Peterson    | Lotus-Ford         | 0      |
| –    | Mario Andretti     | Lotus-Ford         | 0      |
| –    | John Watson        | Penske-Ford        | 0      |
| –    | Ian Ashley         | B.R.M.             | 0      |

### Konstrukteurswertung
| Pos. | Konstrukteur  | Punkte |
| ---- | ------------- | ------ |
| 01   | Ferrari       | 9      |
| 02   | Tyrrell-Ford  | 6      |
| 03   | Shadow-Ford   | 4      |
| 04   | March-Ford    | 3      |
| 05   | McLaren-Ford  | 1      |
| 06   | Williams-Ford | 0      |

| Pos. | Konstrukteur       | Punkte |
| ---- | ------------------ | ------ |
| 07   | Brabham-Alfa Romeo | 0      |
| 08   | Copersucar-Ford    | 0      |
| –    | Ligier-Matra       | 0      |
| –    | Lotus-Ford         | 0      |
| –    | Penske-Ford        | 0      |
| –    | B.R.M.             | 0      |